# Hamilton, Bermuda (församling)
Hamilton (engelska: Hamilton Parish) är en parish i Bermuda (Storbritannien). Den ligger i den centrala delen av landet, 7 km nordost om huvudstaden Hamilton. Antalet invånare var 4 802 år 2012. Hamilton ligger på ön White's Island.